# Isatou Touray
Isatou Touray (Banjul, Gâmbia - 17 de março de 1955) é uma política, ativista e reformadora da Gâmbia. Uma destacada ativista contra a mutilação genital feminina (MGF), foi a primeira candidata presidencial da Gâmbia. Atuou no gabinete de Barrow, como ministra do Comércio e depois como ministra da Saúde. Em 15 de março de 2019, Touray se tornou vice-presidente da Gâmbia, substituindo seu antecessor, Ousainou Darboe, promovendo uma grande reforma em seu gabinete.

## Vida e Educação
Touray nasceu no Royal Victoria Hospital, em Bathurst, Colônia da Gâmbia, em 1955. Foi criada na rua 44 Grant em Bathurst, que foi renomeada para Banjul em 1975. Seu pai era natural de Kaur. Freqüentou a Escola Técnica Secundária da Ilha do Caranguejo e foi tida como uma boa atleta durante seus dias de escola.
Frequentou a Universidade Usman Danfodiyo, na Nigéria, graduando-se em educação e inglês. Ela então estudou no Instituto Internacional de Estudos Sociais em Haia, Holanda, onde se formou em estudos de desenvolvimento. Concluiu seu doutorado em estudos de desenvolvimento no Instituto de Estudos de Desenvolvimento da Universidade de Sussex, Reino Unido.

## Carreira

### Ativismo social
Touray é uma ativista contra a mutilação genital feminina (MGF). Ela co-fundou o Comitê de Práticas Tradicionais da Gâmbia (GAMCOTRAP) em 1984, comprometido com o fim da MGF. Ela se tornou diretora executiva do GAMCOTRAP, frequentemente pedindo aos políticos que proibissem a MGF, apesar das restrições do governo ao relatar o problema. Em um simpósio de 1998, líderes religiosos e médicos se reuniram para assinar a Declaração de Banjul, que condenou o uso da MGF. Ela atuou como Secretária Geral do Comitê Inter-Africano de Práticas Tradicionais que Afetam a Saúde de Mulheres e Crianças de 2009 a 2014.
Ela também trabalhou como vice-diretora do Instituto de Desenvolvimento Gerencial, onde fundou uma unidade de gênero e desenvolvimento. No entanto, ela foi forçada a renunciar após repetidas ameaças das autoridades. Ela foi presa duas vezes e acusada de falsamente, ambas as vezes as acusações foram retiradas. Na segunda vez, ela só foi libertada após pagar uma fiança de € 36.000.

### Eleição presidencial de 2016
Touray anunciou que concorreria como candidata independente nas eleições presidenciais de 2016, em 2 de setembro de 2016. Ela se tornou a primeira mulher a concorrer à presidência da Gâmbia. Durante sua cerimônia de anúncio, ela disse que, se eleita, cumprirá apenas um mandato de cinco anos. Sua candidatura foi apoiada pela Fundação Vanguard Africa. Touray disse que, se eleita, ela "restauraria a soberania do povo, acabaria com a impunidade e descentralizaria a autoridade e o poder".
Os partidos de oposição decidiram formar uma coalizão eleitoral para apoiar um candidato na eleição contra Yahya Jammeh. Touray fazia parte inicialmente do grupo, mas não participou reunião em 30 de outubro de 2016, quando os delegados escolheram Adama Barrow como candidato. No entanto, em 4 de novembro, ela anunciou seu apoio a Barrow e se retirou da corrida. Barrow venceu posteriormente a eleição de 1º de dezembro.

### Carreira ministerial
Touray foi nomeada Ministra do Comércio, Integração Regional e Emprego no Gabinete de Adama Barrow em 1 de fevereiro de 2017. Em uma remodelação dos ministérios em julho de 2018, Touray foi nomeada Ministra da Saúde e Bem-Estar Social.

### Vida pessoal
Ela é casada com o médico Alhaji Malang Touray. Eles têm quatro filhos e três netos.

### Reconhecimento
- Prêmio Jeanne J. Kirkpatrick da Rede de Democracia da Mulher 2017.[12]